# Xiphorhynchus spixii
Xiphorhynchus spixii е вид птица от семейство Furnariidae.

## Разпространение
Видът е разпространен в Боливия, Бразилия, Еквадор, Колумбия и Перу.